# Schwesnitz
Schwesnitz je říčka v Horních Frankách v Bavorsku v Německu, která je pravostranný přítok německé řeky Sály. Její povodí zasahuje i na území Česka díky Újezdskému a Hraničnímu potoku. Jméno řeky (v roce 1470 jako Schwirsitz je odvozené ze slovanského a lužickosrbského Swistnica nebo Swisnica a znamená hvízdat, šeptat případně šumět. Délka toku činí 9,97 km od soutoku zdrojnic Perlenbachu a Höllbachu a 25,24 km včetně Perlenbachu a Lohbachu. Plocha povodí měří 102,4 km².

## Průběh toku
Vzniká soutokem Perlenbachu a Höllbachu v Rehau, přičemž hlavní zdrojnicí je Perlenbach, který je delší a má větší povodí. Od soutoku zdrojnic teče Schwesnitz podél železniční tratě Cheb–Oberkotzau západním směrem přes vesnici Wurlitz a přírodní rezervaci Wojaleite do Oberkotzau, kde se vlévá zprava do Sály.

### Přítoky
Jediným významným přítokem mezi soutokem zdrojnic a ústím je Potrasbach ještě v Rehau.

### Povodí v Česku
Na území Česka zasahuje povodí obou zdrojnic v celkovém rozsahu 12,10 km². Povodí Höllbachu v Česku (6,87 km²) zahrnuje povodí vlastního pramenného toku Höllbachu (2,16 km²) a povodí Újezdského potoka / Mähringsbachu (4,70 km²). Povodí Perlenbachu v Česku (5,23 km²) zahrnuje povodí pramenného toku Lohbachu (4,18 km²) včetně povodí Hraničního potoka / Grenzbachu (2,31 km²), povodí Stockbachu (0,67 km²) a povodí Perlenbachu pod soutokem zdrojnic (0,39 km²).

## Vodní režim
Průměrný průtok říčky u Rehau na 8,5 říčním kilometru činí 0,677 m3/s.